# Candelária (Ponta Delgada)
Candelária é uma freguesia portuguesa do município de Ponta Delgada, na ilha de São Miguel, Região Autónoma dos Açores, com 8,53 km² de área e 976 habitantes (censo de 2021). A sua densidade populacional é 114,4 hab./km².

## Apontamentos históricos
Segundo fontes históricas, os primeiros povoadores da Candelária terão chegado em pleno século XV e atribuíram-lhe este nome em homenagem à Virgem Nossa Senhora das Candeias, que desde sempre se assumiu como o principal orago da freguesia.
Atravessada por 10 outeiros, interrompidos por 29 grotas e 15 arrebentões, a freguesia é conhecida pelas difíceis condições de vida que sempre ofereceu à sua população, dedicada predominantemente à agricultura, nomeadamente ao cultivo de pastel (inicialmente), de inhames e de pomares.
A Candelária é uma freguesia dispersa e divide-se em quatro secções: Pico, Centro, Chã e Ribeira e foi no século XIX que viveu o seu auge, com mais pessoas e fogos habitados, 1263 e 280, respetivamente, igualando inclusive a mesma população da Ribeira Grande.
Abalada frequentemente por tremores de terra que assolaram a ilha de São Miguel, nos séculos XVIII e XIX, a igreja paroquial teve que ser reconstruída várias vezes.
Fustigada por ventos oceânicos e por intempéries marítimas, a deserção populacional começou a ser uma fonte de preocupação e, no início do século XX, poucos eram os habitantes que subsistiam na freguesia, situação que aumentou com a emigração que se fez sentir essencialmente para o Brasil e desde então que a dimensão populacional é pouco significativa.

## Demografia
A população registada nos censos foi:
| Distribuição da População por Grupos Etários | Distribuição da População por Grupos Etários | Distribuição da População por Grupos Etários | Distribuição da População por Grupos Etários | Distribuição da População por Grupos Etários |
| -------------------------------------------- | -------------------------------------------- | -------------------------------------------- | -------------------------------------------- | -------------------------------------------- |
| Ano                                          | 0-14 Anos                                    | 15-24 Anos                                   | 25-64 Anos                                   | > 65 Anos                                    |
| 2001                                         | 283                                          | 219                                          | 529                                          | 153                                          |
| 2011                                         | 193                                          | 160                                          | 595                                          | 131                                          |
| 2021                                         | 140                                          | 121                                          | 561                                          | 154                                          |

## A igreja paroquial
Tem como orago principal Nossa Senhora das Candeias, desde sempre padroeira da freguesia, está edificada num majestoso alto, sobranceiro à freguesia, com cerca de 250 metros de altitude. Construída antes da paróquia da Candelária ter sido instituída, em época anterior a 1535 e, sucessivamente reconstruída, tem dezassete metros de comprimento, desde o arco de cruzeiro até à porta principal, seis metros e meio de largura e cinco e meio de altura.
Além do altar-mor possui ainda quatro outros altares laterais de invocação a São Pedro, Santo Antão, Nossa Senhora do Rosário e das Almas, todos edificados nas duas últimas décadas do século XIX.
Atualmente os altares invocam o Sagrado Coração de Jesus, Nossa Senhora de Fátima, Santa Teresinha e São Miguel Arcanjo.

## A Ermida de Nossa Senhora do Perpétuo Socorro
Escreve o Padre Lopes da Luz na Monographia da Candelária, publicada no Arquivo dos Açores, que esta não podia ter sido erguida em "logar mais exposto às ventanias da estação invernosa, mas é por isso mesmo e pela sua belíssima vista de mar que não podemos sem grande custo sair de lá (...) tem sido ela desde antiquíssimos tempos o santuário de maior veneração de todos os povos da costa ocidental da nossa ilha". Reza a lenda que decorria o século dezasseis e, ao largo da costa ocidental da ilha de S. Miguel, navegava um navio inglês, uma tempestade que já se vinha preparando há umas horas, rebentou finalmente. Os marinheiros puseram em prática todos os seus conhecimentos de navegação, mas a força do vento e das altas vagas era tanta que de nada lhes valeu arte e vigor. Com as velas rotas e o leme partido, o navio andava à deriva e a tripulação estava desorientada sem saber o que fazer, temendo que o frágil barco se despedaçasse contra os rochedos altos e escarpados da costa. A aflição era enorme, ouvia-se gritos desesperados e rezas fervorosas e, no meio da confusão, formularam o voto de mandar construir uma ermida a Nossa Senhora do Socorro no lugar certo onde caísse uma bola de ferro, lançada de bordo, caso a Virgem viesse em seu auxílio. Cheios de fé apontaram o canhão e lançaram a bola. Mas, com a agitação do navio e força do vento, ela foi cair no declive de um pico junto ao mar na freguesia da Candelária. A prece foi ouvida. Em pouco tempo o vento abrandou, as ondas acalmaram-se e a pequena caravela, praticamente destruída, ancorou por fim na baía mais próxima. Os marinheiros, totalmente exaustos da força despendida e da angústia por que haviam passado, abraçavam-se e choravam de alegria. Não se esqueceu a promessa e a ermida de Nossa Senhora do Socorro foi construída em lugar exposto às ventanias e aí está com o seu pequeno adro, embelezando a paisagem que dali se desfruta, tudo por causa da força do mar e de uma grande tempestade.
Tem sido desde há muitos anos santuário de grande veneração do povo do lado ocidental da ilha de S. Miguel e principalmente dos pescadores que continuam a invocar a protecção de Nossa Senhora do Socorro, oferecendo-lhe em gratidão cera e azeite.
Na Fonte do Socorro, próximo da ermida de Nossa Senhora do Socorro, ainda hoje os romeiros da ilha substituem, excepcionalmente, a Avé Maria por esta súplica com música própria:
“Virgem do Socorro, Mãe da Piedade, pedi ao Senhor pela cristandade. Eu sou pecador, não vos sei pedir, não sou merecedor do Senhor me ouvir”.

## Tradições e Costumes
Cantar às Estrelas
Na noite que precede o dia 2 de fevereiro (dia de Nossa Senhora da Estrela ou das Candeias), percorrem as ruas da freguesia alguns cantadores inspirados, acompanhados de guitarra e viola da terra, cantando e parando às portas de diversas moradias até que a entrada lhes seja franqueada.
As vozes ecoam no silêncio da noite despertanto os mais sonolentos e os que meio estremunhados recebem a visita dos cantadores presenteados pelas donas da casa com "calzinhos de vinho abafado ou anis caseiro". E todos confraternizam fazendo "saúdes", continuando depois as cantigas em maior profusão e como que mais inspiradas.
Um exemplo de cantiga às estrelas:
"vejo uma estrela a brilhar,
nesta direção virada,
que está a indicar
para parar nesta morada"
"hoje é dia das estrelas,
cantamos em romarias,
para agradecer aquelas,
que brilham todos os dias"
"uma estrela a brilhar,
tem um sentido profundo,
não se podem comparar,
a luz nenhuma do mundo"
Capelas
As capelas são uma tradição muito antiga na Candelária. Grupos de pessoas, fazendo-se acompanhar de instrumentos musicais, vão de porta em porta, noite alta, cumprimentar vizinhos e amigos, desejando-lhes boas festas de natal. Os cantares e sons harmoniosos da música, ecoando no silêncio da noite, acordam até os mais sonolentos.
Os visitantes sempre bem acolhidos, partilham com os donos da casa o saboroso biscoito caseiro, amendoim torrado no forno de lenha, bem regados com o tradicional "escarchado".
Um exemplo de cantiga de capela:
"Viva a noite de natal
noite de tanta alegria
viva o rei universal
viva josé e maria"
"um raminho, dois raminhos,
três raminhos em flor,
vida os donos desta casa,
que esta vai a seu favor"
"a tua porta parei,
logo pus o pé na escada,
logo o meu coração me disse,
que aqui mora gente honrada"
Fábrico das Candeias
Os Maios

## Freguesias próximas
- Ginetes, norte
- Sete Cidades, nordeste
- Feteiras, este

## Galeria

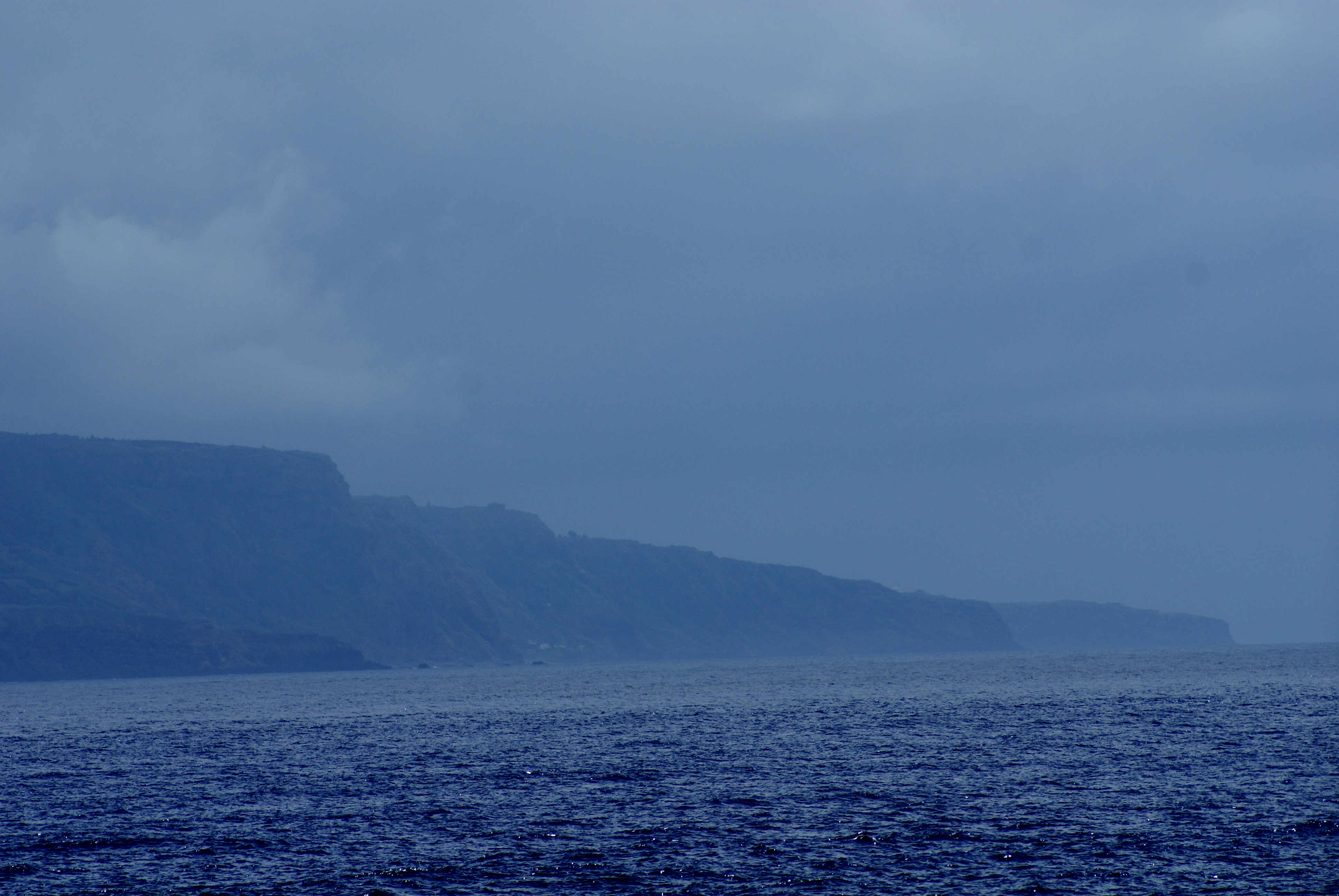
Ponta da Candelaria ao cair da noite